# تید سنت گیلز
تید سنت گیلز (به انگلیسی: Tydd St Giles) یک روستا و محله مدنی در بریتانیا است که در فنلند، کمبریج‌شر واقع شده‌است. تید سنت گیلز ۱٬۱۰۱ نفر جمعیت دارد.